# Барісал (аеропорт)
Аеропорт Барісал (ІАТА: BZL, ІКАО: VGBR) (англ. — Barisal Airport) — аеропорт у Бангладеш, в місті Барісал. 
Розташований на широті 22°48'03.71", довготі 90°18'04.19", висота над рівнем моря — 7 м. Це новозбудований аеропорт, який обслуговує лише місцеві польоти.

## Авіакомпанії і міста призначення
- GMG Airlines (Дака)
- United Airways (Дака)

| Прапор Бангладеш | Це незавершена стаття про Бангладеш. Ви можете допомогти проєкту, виправивши або дописавши її. |